# Peter van de Pol
Peter van de Pol (16 november 1982) is een Nederlands marathonschaatser namens Team Skat4AIR en woonachtig in Ochten. Hij is de broer van marathonschaatser en wielrenner Martin van de Pol.

## Biografie
Van de Pol schaatst vanaf 2015 bij Skat4Air, een ploeg die hij samen opzette met olympisch medaillewinnaar Jochem Uytdehaage. Hiervoor schaatste hij voor CRV Interfarms onder Ynco de Vries en voor Team Wadro onder voormalig Elfstedentochtwinnaar Henk Angenent. Ook heeft Van de Pol geschaatst voor Foekens, Kooyenga Groep en Beelen. 
Zijn grootste successen haalde hij in 2010 toen hij eerste werd bij de Henk Angenent Classic en de GP wedstrijd over 200 km in het Zweedse Falun. Verder won hij in 2012 de FlevOnice Bokaal in Biddinghuizen en in 2014 werd hij tweede bij het Open Nederlands Kampioenschap op de Oostenrijkse Weissensee.

## Persoonlijke records
| Afstand      | Tijd     | Datum           | Baan       |
| ------------ | -------- | --------------- | ---------- |
| 500 meter    | 39,26    | 19 maart 2007   | Heerenveen |
| 1000 meter   | 1.18,76  | 22 maart 2004   | Heerenveen |
| 1500 meter   | 1.54,47  | 15 oktober 2017 | Inzell     |
| 5000 meter   | 6.43,08  | 19 maart 2013   | Heerenveen |
| 3000 meter   | 4.00,29  | 11 maart 2013   | Heerenveen |
| 10.000 meter | 13.56,26 | 20 maart 2013   | Heerenveen |